# Ліфтер
Ліфте́р — робітник, який обслуговує ліфт. Він може перевіряти справність ліфта за встановленим графіком або безпосередньо знаходитися всередині кабіни і супроводжувати пасажирів чи вантажі.
Навчання і атестація ліфтерів проводиться в професійних навчальних закладах чи інших організаціях.
Ліфтер — скорочено від слова пауерліфтер — людина, яка займається пауерліфтингом. Пауерліфтинг.

## Обов'язки
Ліфтер готує ліфт до роботи, для чого перевіряє роботу телефону в кабіні, справність світлової і звукової сигналізації, автоматичних замків.
Якщо ліфтер супроводжує пасажирів або вантажі, то веде спостереження за посадкою і виходом пасажирів та дотриманням номінальної вантажопідйомності. При виявленні несправностей повідомляє про це чергового електромонтера або електромеханіка.
Ліфтер лікарняного і (або) вантажного ліфта з внутрішнім управлінням зобов'язаний:
- постійно знаходитися в кабіні ліфта під час підйому або спуску і направляти кабіну до місця виклику або місця завантаження (розвантаження),
- під час завантаження (розвантаження) кабіни стежити за рівномірністю завантаження, кріпленням вантажу і не допускати перевантаження, а також одночасного перевезення вантажу і людей, окрім супроводжуючих вантаж,
- на ліфтах, кабіна яких обладнана розсувними дверима-ґратами, стежити, щоб люди, що знаходяться в кабіні, не притулялися до дверей і не трималися за них руками,
- не допускати до управління ліфтом сторонніх осіб.

## Професійні якості
- спостережливість;
- уважність;
- емоційна врівноваженість.

## Медичні протипоказання
- порушення вестибулярного апарату;
- психічні захворювання.

## Професія в мистецтві
Професія ліфтера зображена у ряді кінофільмів радянського кіно, літературних творах. Згадується вона у вірші Сергія Михалкова «Ліфт та олівець» (рос. «Лифт и карандаш») та пісні Петра Мамонова для гурту «Звуки Му» «Ліфт на небо» (рос. «Лифт на небо»).

## Відомі люди
З ліфтерів вийшли революціонери, спортсмени, письменники і політики. Ліфтером свого часу працював український радянський поет і журналіст Іван Нехода, російський музикант і актор Петро Мамонов та ряд інших відомих людей.

## Цікаві факти
- У 2009 році найприбутковішою серед робітничих професій в США журнал «Форбс» (Forbes) назвав професію ліфтера-механіка. Середній заробіток такого фахівця становив 67 тисяч 750 доларів на рік[1].